# Rozruchy religijne w Poznaniu (1845)
Rozruchy religijne w Poznaniu – rozruchy na tle religijnym, które miały miejsce w Poznaniu w dniach 28-29 lipca 1845. 
Bezpośrednią przyczyną zajść był przyjazd do Poznania kontrowersyjnego kaznodziei Jana Czerskiego. Był to dawny prezbiter katolicki, który następnie założył własną gminę wyznaniową w Pile. Został za to ekskomunikowany przez Kościół Katolicki w lutym 1845. Przeciwko wizycie duchownego w Poznaniu ostro protestowała miejscowa katolicka władza duchowna. Część ludności miasta była mocno wzburzona jego przybyciem. Gdy pojawił się na Starym Mieście 28 lipca, tłum sfanatyzowanych kobiet obrzucił go kamieniami, a na ulicy Wodnej jeden z szewców wystrzelił z broni palnej w powietrze. Powyższe spowodowało napływanie dalszych tłumów i powstawanie wrogo nastawionego zbiegowiska. Policja próbowała rozpędzić agresywną demonstrację, w wyniku czego doszło do bitwy ze stróżami porządku, w czym przewodziła młodzież. Dopiero interwencja oddziału wojskowego czasowo uspokoiła sytuację. Czerskiemu udało się schronić w domu nieznanego duchownego protestanckiego. 29 lipca rano wygłosił kazanie w kościele Świętego Krzyża na Grobli. W tym samym czasie z katedry wyruszyła ku farze procesja złożona z kilku tysięcy katolików. Prowadził ją arcybiskup Leon Przyłuski. Czerskiemu udało się przedostać do urzędu pocztowego, skąd wyjechał do Piły. Nie było to jednak końcem zamieszek - na ulicy Wodnej tłum zaatakował eskortę Czerskiego, doprowadzając do kolejnej fali zamieszek. Z Odwachu przybył po raz drugi oddział wojska i doszło do bitwy na kamienie oraz bagnety. Rozruchy trwały do wieczora i samoistnie wygasły. Nikt nie zginął, kilka osób zostało rannych.